# 아구스틴 라라

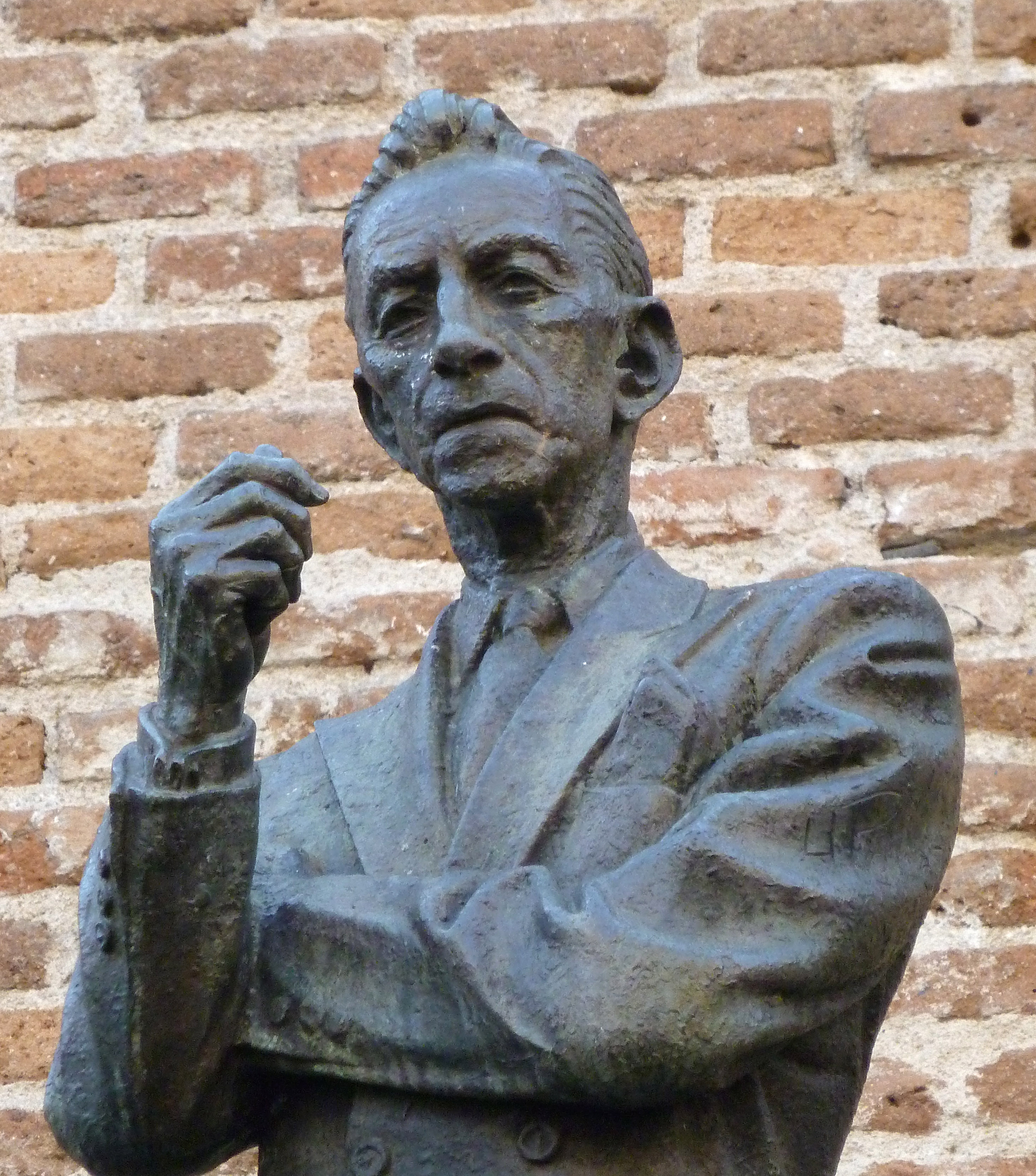
아구스틴 라라 동상

아구스틴 라라(Agustín Lara, Ángel Agustín María Carlos Fausto Mariano Alfonso del Sagrado Corazón de Jesús Lara y Aguirre del Pino, 1897년/1900년 10월 30일 ~ 1970년 11월 6일)는 멕시코의 작곡가이자 노래 해석가이다.
멕시코의 작곡가 가운데에서 그 질이나 양에서 최고의 존재이다. 작품의 수는 1천 곡이 넘는다. 베라크르스주의 트라코탈판에서 태어났다. 젊어서부터 멕시코 혁명에 참가, 이후로 방랑의 생활을 보낸 열정적인 성격의 소유자. 나이트 클럽의 피아니스트를 시초로 음악가들과 어울려 1932년 <그라나다>를 발표하여 작곡가로서 인정받았다. 그 후 <소라멘테 우나 베스>, <남국의 밤>, <카리브의 기도>, <마리아 보니타> 등의 명작을 남겼다. 때로는 피아노를 연주하면서 직접 노래 부르기도 하며 악단을 지휘하기도 했다.